# OHKスーパーニュース
『OHKスーパーニュース』（オーエイチケー スーパーニュース、ラテン文字表記：OHK Super NEWS）は、岡山放送（OHK、岡山県・香川県をサービスエリアとするFNN系列局）で夕方に生放送されていたローカルワイドニュース番組。1998年3月30日にキー局のフジテレビにて『FNNスーパーニュース』が放送開始されたのに伴い、同日よりOHKでも準拠して放送開始された。

## 概要
- OHKは、これまで他の民放が17時台に自社制作の情報番組の放送、または東京発のニュース・情報番組をネットしている中、長らく同時間帯をドラマ（一時期はアニメ）再放送に充てていた。
- しかし、2006年3月31日に廃枠となった準キー局の関西テレビ制作の午後の情報番組枠の事実上の代替として、同年4月3日にフジテレビから『スーパーニュース』17時台のネットを開始した。
- 岡山・香川地区のNHK及び民放5局は、RSKテレビがローカル情報番組『RSKイブニング5時』を、テレビせとうちが全国ニュースのローカル枠において『TSCnews5』を放送している以外、東京発のニュース・情報番組をフルネットしている。瀬戸内海放送については、テレビ朝日が制作する『スーパーJチャンネル』17時台の開始前（16:45 - 16:53）にローカルニュースを放送していた（2012年3月30日まで、17:36 - 17:54はローカルニュースに差し替えていた）。
- 2015年春の番組改編によって新たなニュース番組『みんなのニュース』（フジテレビにおいても同タイトル）が放送開始されるのに伴い、17年にわたり放送されてきた当番組は3月29日の週末版の放送をもって終了した。

## 放送時間
全て日本時間（JST）で記載。

### 平日版
以下には新聞発表上の時間を記載する。実際にはこれよりも30秒早く番組が始まっていた（35秒間はOHKからのオープニング）が、2005年あたりからはそれが無くなり、定時開始になっている。
| 期間      | 期間      | 月曜日 - 金曜日  | 土曜日        | 日曜日        |
| --------- | --------- | ---------------- | ------------- | ------------- |
| 1998.3.30 | 2000.4.2  | 17:54.30 - 19:00 | 18:00 - 18:30 | 17:30 - 18:00 |
| 2000.4.3  | 2001.4.1  | 17:53.30 - 19:00 | 18:00 - 18:30 | 17:30 - 18:00 |
| 2001.4.2  | 2006.4.2  | 17:53.30 - 19:00 | 17:30 - 18:00 | 17:30 - 18:00 |
| 2006.4.3  | 2007.9.30 | 16:55 - 19:00    | 17:30 - 18:00 | 17:30 - 18:00 |
| 2007.10.1 | 2012.9.30 | 16:53 - 19:00    | 17:30 - 18:00 | 17:30 - 18:00 |
| 2012.10.1 | 2015.3.29 | 16:50 - 19:00    | 17:30 - 18:00 | 17:30 - 18:00 |

2006年4月3日の『スーパーニュース』17時台ネット開始以降、OHKのホームページに掲載される番組表やEPGでは番組冒頭から17:54までを『スーパーニュース』、17:54から19:00までを『OHKスーパーニュース』とそれぞれ表記されていた。

2011年3月28日からは、ローカルニュースは18:15から放送されている。また、『FNNスピーク』（OHKローカルパート）・『エブリのまち』で放送される本番組の特集予告では、放送時間は「午後4時50分」とテロップ表示されている（アナウンスは「夕方〜」）。

## キャスター
ここに記載するキャスターは全てOHKアナウンサーである。一部は現在異動・退職によりフリー、もしくはアナウンサーではなくなっている。

### 平日版
メインキャスター
| 担当期間  | 担当期間   | 男性キャスター | 女性キャスター | 女性キャスター | 女性キャスター |
| 担当期間  | 担当期間   | 男性キャスター | 月・火         | 水             | 木・金         |
| --------- | ---------- | -------------- | -------------- | -------------- | -------------- |
| 1998.3.30 | 1999.3.31  | 岡阪美佐夫     | 竹下美保       | 竹下美保       | 竹下美保       |
| 1999.4.1  | 2000.3.31  | 松下和弘       | 竹下美保       | 竹下美保       | 竹下美保       |
| 2000.4.3  | 2002.3.29  | 松下和弘       | 久次米智子     | 久次米智子     | 久次米智子     |
| 2002.4.1  | 2004.3.26  | 堀靖英         | 久次米智子     | 久次米智子     | 久次米智子     |
| 2004.3.29 | 2006.3.31  | 堀靖英         | 竹下美保       | 竹下美保       | 久保さち子     |
| 2006.4.3  | 2007.1.5   | 堀靖英         | 久保さち子     | 久保さち子     | 久保さち子     |
| 2007.1.8  | 2008.6.27  | 堀靖英         | 柴田奈津子     | 久保さち子     | 久保さち子     |
| 2008.6.30 | 2009.3.27  | 堀靖英         | 神谷文乃       | 久保さち子     | 久保さち子     |
| 2009.3.30 | 2009.12.28 | 堀靖英         | 神谷文乃       | 神谷文乃       | 神谷文乃       |
| 2010.1.4  | 2012.3.30  | 萩原渉         | 神谷文乃       | 神谷文乃       | 神谷文乃       |
| 2012.4.2  | 2012.9.28  | 萩原渉         | 竹下美保       | 竹下美保       | 竹下美保       |
| 2012.10.1 | 2013.3.29  | 萩原渉         | 高橋圭子       | 高橋圭子       | 淵本恭子       |
| 2013.4.1  | 2015.3.27  | 萩原渉         | 淵本恭子       | 淵本恭子       | 淵本恭子       |

その他のキャスター
- 堀靖英（月曜スポーツコーナー担当、2012年4月2日 - 2015年3月27日）
- 上岡元（木曜「あっぱれ!週イチ」コーナーナレーション担当、過去にはメインキャスターの代理を務めた）

天気予報は下記のアナウンサー2名が交代で担当する。
- 中西悠理（2014年8月5日 - 2015年3月27日）※2014年11月28日までは矢野みなみと交代で担当。

### 週末版
OHKアナウンサーの1人が担当。2008年4月19日から2009年12月26日まで、土曜夕方に放送の直前番組『ニュースチャージ』（旧：スーパーニュースSPA）の出演キャスター2人（上岡・久保）が続けて出演していた。現在では1人での担当に戻っている。

## その他
- 2000年4月から2011年3月10日まで、17:54のオープニングはまず岡山市内の天気カメラの中継映像をバックにタイトルCGを表示し、その後フジテレビ送出の映像に切り替えて全国ニュースのヘッドライン2項目を伝えた後、フジテレビでの「スーパー特報」の予告部分をOHK側でローカルパートの「きょうの特集」の紹介に差し替えて放送。「きょうの特集」の紹介が終わると再びフジテレビ送出の映像に戻して全国ニュースに入っていた。
- ただし、前述の通り2005年3月31日までは17:53.30開始で全国ニュースのヘッドラインが始まるまでは自社送出のオープニングCGの後にキャスター挨拶と全国ニュースのトップ項目の紹介を行っていた。
- 2009年9月17日は覚せい剤取締法違反で逮捕され同日に保釈された酒井法子の謝罪会見の模様を伝えるためローカルパートの内容が変更され、18:17頃から18:25頃まで岡山・香川の主なニュースを伝えた後CMを挟んで18:27頃から再び東京発の『スーパーニュース』に飛び乗り18:48までネットした[4]。その後は再びOHKのスタジオに戻り岡山・香川の天気予報などを伝えたが、この日は当初予定されていた特集コーナーなどが放送出来なかったため、エンディングで堀が「今日は酒井法子被告の会見の模様をお伝えしたため新聞発表と一部内容を変更してお送りしました」と内容変更の断りを入れた。
- 祝日に放送される「きょうの特集」は、関西テレビ制作『FNNスーパーニュースアンカー』で放送された特集を流す場合がある。また、ゴールデンウィーク期間中などの場合、関西テレビ及び中国・四国地方のFNN系列局が取材した特集が放送されることもあった。それ以前は、フジテレビの18時台ローカル枠で放送される「スーパー特報」の短縮版が流されていた。
- 年末年始は全国枠と共に番組は休止になり、『FNNニュース』として放送される。しかし、2007年始までローカル枠部分の項目やキャスター名のテロップは『FNNスーパーニュース』（昼枠も『FNNスピーク』）のものをそのまま流用していた。過去に一度、番組タイトルを『OHKスーパーニュース FNN』と改題したこともある。2010年末以降は全国ニュースの新準拠デザインが使用されている。
- 2008年4月19日から2009年9月26日まで、毎週土曜 17:00 - 17:30に姉妹番組『スーパーニュースSPA』を放送していた（その後、2009年10月24日から2012年3月24日まで『ニュースチャージ』として放送）。
- 火曜・水曜のエンディングにおいて、当日にOHK本社の社内見学に訪れた小学校があれば、児童・教諭による学校名の紹介・挨拶が行われる（見学時間帯に、本番組のスタジオにて収録された映像を流す）。